# Fonálférgek
A fonálférgek (Nematoda) a kétoldali szimmetriájú állatok (Bilateria) közé sorolt ősszájúak (Protostomia) főtörzsében a Nematoida klád két törzsének egyike.

## Származásuk, elterjedésük
A vedlő állatok (Ecdysozoa) főtörzsének három nagy kládja valamikor a neoproterozoikum végén – kambrium elején különült egy egymástól, és nem sokkal később a fonálférgek is különváltak testvércsoportjuktól, a húrférgektől (Nematomorpha). A hosszú evolúciós idő alatt képviselőik rendkívül változatos élőhelyekhez alkalmazkodtak.
A 2020-as évekre mintegy húszezer fajukat írták le. Tényleges fajszámukat több százezerre becsülik, és ezzel az ízeltlábúak után valószínűleg övék az állatvilág második legfajgazdagabb törzse. Ez abból adódik, hogy a parazita fajok gyakran gazdaspecifikusak, azaz egy-egy állatfajnak „saját fonalférge” van. Nemcsak fajgazdagok, de egyedszámuk és így sűrűségük is jelentős: egy maréknyi földben akár több ezer egyedük is található.

## Nevük eredete
A fonálférgek nevüket cérnaszerűen vékony, hosszú testükről kapták. Ebből ered a Nematoda név is, a görögből: νῆμα (nema): „fonál” + -ώδη (-ode): „valamilyen -szerű”.

## Fosszíliáik
Szilárd váz hiányában rosszul fosszilizálódnak, ezért evolúciójukat alapvetően közvetett adatokból rekonstruálják. Ősi eredetük fő bizonyítéka testük konzervatív és egyöntetű felépítése. Nem valamilyen fejlettebb csoportból egyszerűsödtek, hanem egyenes vonalban, progresszíven fejlődtek ilyenné. Ennek azonban szögesen ellentmond a jelenlegi taxonómiai besorolásuk módszerének indoklása, amely szerint szervezetük egyszerű felépítése redukció eredménye. 
Mégis, már a kambrium időszakból valószínűsíthetők lenyomataik. Fosszilis leletekből hatalmas (olykor tíz méter hosszú) paraziták maradványai kerültek elő.
A problémák ellenére a földtörténeti újkorból (kainozoikum) is ismeretesek Nematoda fosszíliák (pl. borostyánba ágyazottan).

## Megjelenésük, felépítésük
Több olyan elsődleges tulajdonságuk van, amely az állatvilág más taxonjaira nem jellemző. Ezek közül a legfeltűnőbb a hengeres, megnyúlt, kör keresztmetszetű test.
Tagolatlan, szelvényezetlen testük hengeres, kör keresztmetszetű. Szilárd vázuk nincs; a testfolyadék nyomása (az úgynevezett hidrosztatikai váz) tartja egyben őket. Viszonylag egyszerű felépítésű, szelvényezetlen állatok. Egyes testrészeik szimmetriája hatsugaras, másoké kétoldali (bilaterális). Szervezetükben csillós sejtek — az érzékszervek kivételével — szinte egyáltalán nincsenek. A testüket felépítő sejtek száma többé-kevésbé állandó, ez az eutélia egyben azt is jelenti, hogy a fonálférgek képtelenek regenerálódni.
Hosszuk igen változó: a legkisebbek az egy millimétert sem érik el, a legnagyobbak több méteresek. A talajban szabadon élők általában mikroszkopikusak, az állatokban élősködők jóval hosszabbak. Az egy fajhoz tartozó egyedek közül a nőstények mindig vastagabbak a hímeknél (ivari dimorfizmus). Testük általában majdnem színtelen, csak a béltartalom színezi valamelyest.
Testük áltestüreges, tehát nem valódi testüreges állatok, hanem testüregük típusa átmeneti a testüreg nélküli és a valódi testüreges szervezetek között. A bélcső és a test fala között kialakult testüreget gyakran kötőszövet tölti ki, ez az úgynevezett pseudocoel. Testük végén ragadós anyagot termelő mirigy van.

### Kültakarójuk
Csillók nélküli kültakarójuk (külső vázuk) háromrétegű:
1. A kutikula glikoproteinekből, lipidekből, kollagénhez hasonló fehérjékből és keratinszerű anyagból áll; ezek különböző irányú rétegekben helyezkedhetnek el — az Ascaris fajok kutikulájában például kilenc réteg különíthető el. Fenntartja a féreg testében a hidrosztatikai nyomást, véd a külső behatásoktól, az endoparazita fajokat a gazdaállat emésztőnedveitől is. Felülete általában sima, vagy haránt irányban gyűrűzött. Rajta hosszanti redők, bordák húzódhatnak. A parazita fajoknál gyakran megtalálható a test két oldalán elhelyezkedő feji (cervicalis), oldalsó (lateralis) és farki (caudalis) lebeny (ala). Az egyed növekedése során többször cserélődik; ez a folyamat a vedlés.
A kutikula általánosan jellemző az Ecdysozoa főtörzs fajaira, így az ízeltlábúakra is. Felszíne általában sima, de egyes fajoké harántirányban redőzött — akár annyira is, hogy szelvényezettség látszatát kelti. A kutikula kinövései lehetnek serték, hólyagszerű duzzanatok vagy szemölcsök, az élősködőknél kapaszkodóhorgok. A serték elsősorban a vízben élőkre jellemzők. A Torquentia és Secernentia osztályok fajainak testén kétoldalt hosszanti kiemelkedések (oldalmezők vagy oldallemezek) futnak végig.
2. Az epidermisznek megfelelő hipodermisz (hypodermis): a kutikula alatt található és előbbi anyagát termelő, egy- vagy többrétegű, sejtes szerkezetű vagy sejthatárok nélküli, sokmagvú plazmatömeg syncytium. A hipodermisz helyenként megvastagodhat és léceket alkotva hosszanti kötegekre tagolhatja az izomréteget.  Dorzális, ventrális és laterális  lécek egyaránt kialakulhatnak. A lécekben futnak az idegtörzsek, illetve a két oldalsóban a kiválasztó szerv csövei. A hipodermiszsejtek magjai is itt, a lécekben vannak.
3. Az izomréteg: az epidermisz alatt futó izomréteg minden rostja egy-egy óriási sejt. Minden izomsejtnek két része van: egy fibrillumokat tartalmazó, összehúzódásra képes talprész és egy összehúzódásra képtelen, az idegrosthoz kapcsolódó megnyúlt, szarkoplazmát és sejtmagot tartalmazó rész.

### Izomrendszerük
Bőrizomtömlővel mozognak; a fonálférgek egyedi jellemzőjeként ez kizárólag hosszanti izmokból áll. Ezért nem tudnak összehúzódni vagy emelkedni, ehelyett jobbra-balra hajladoznak és tekerednek.

### Idegrendszerük és érzékelésük
Az izmokat két idegtörzs idegzi be. Ezen hosszanti lefutású vastag idegpályák az állat háti (dorzális) és hasi (ventrális) oldalán, míg subventralis és subdorsalis helyzetben vékonyabb idegtörzsek futnak. A többi állattól eltérően, ahol az idegrendszer elemei (sejtek) nyúlnak az izomsejtek felé, itt az izomsejtek nyúlványai kapcsolódnak az idegrendszerhez. A hasi idegpályán idegdúcok sora figyelhető meg. Az általában kevés sejtből felépülő idegrendszer központja a fej mögött található garatideggyűrű.
Különleges érzékelő szerveik a feji végen található amphidiumok és egyes csoportoknál (Secernentea) a farkon található phasmidok.

### Emésztőrendszer
Emésztőrendszerük három szakaszos.

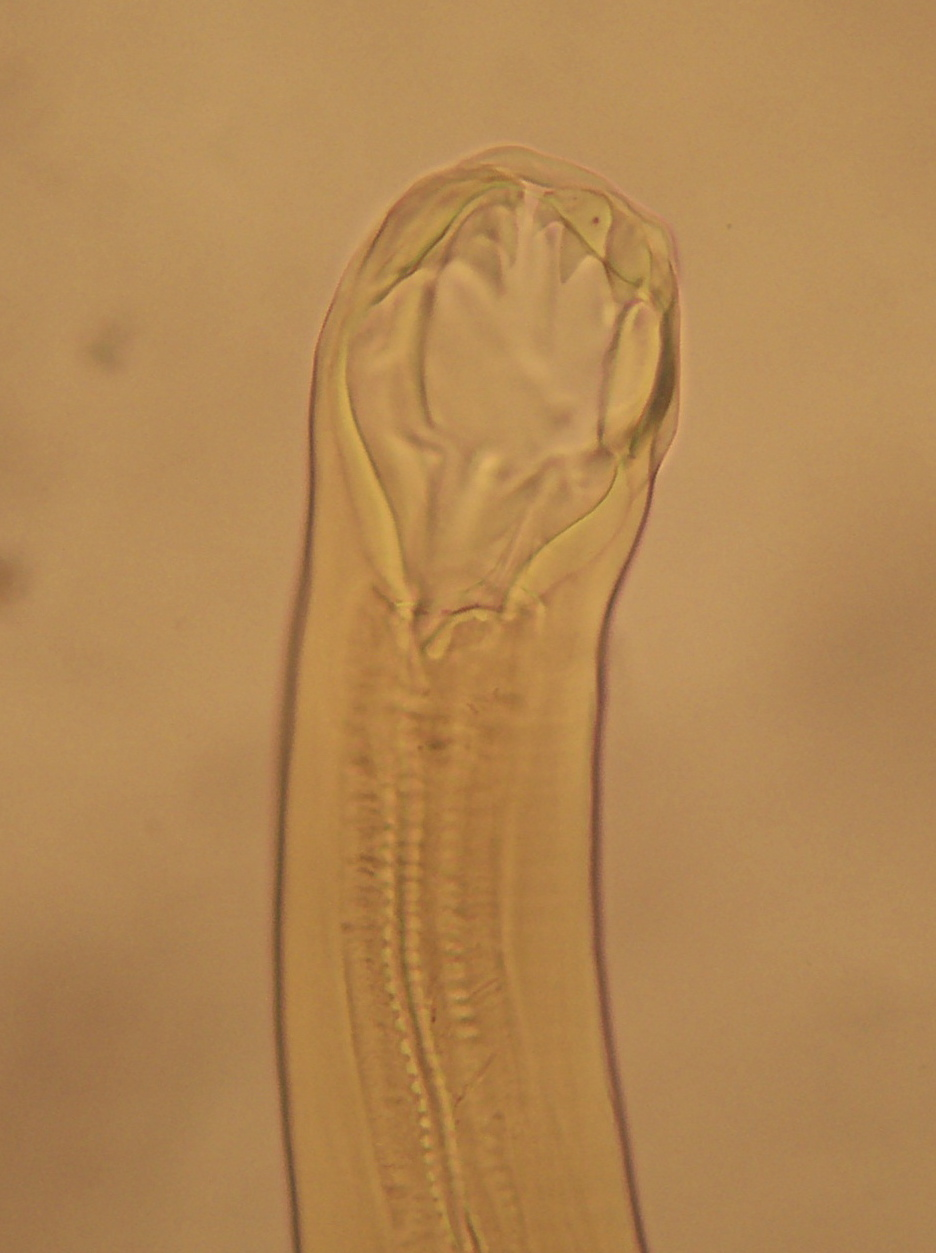
Ancylostoma duodenale szájnyílása

Szájnyílásuk és előbelük gyakran háromsugaras szimmetriát mutat. A szájnyílás a féregtest elülső terminálisán, illetve dorzálisan vagy ventrálisan nyílik. Ajkak veszik körül. Ha a szájüreget megvastagodott kutikula veszi körül, akkor szájtok a neve. A fajok egy részénél a szájüreg egyszerű, fegyvertelen; másoknál életmódjuktól függően szájszurony (stylus), fog, vagy tüskeszerű képződmények fordulnak elő, így szájszervük felépítése jól mutatja életmódjukat.
A szájnyílás a kutikulával bélelt szájüregbe vezet, onnan tovább az izmos nyelőcsőbe (pharynx). A nyelőcső izmos, két részre osztható: corpus és postcorpus. Utóbbiban vannak a nyelőcsövi mirigyek. A nyelőcső lehet sima, de számos fajnál két duzzanat (bulbus) látható rajta.
A bélcsatorna egyszerű, izmok nélküli, és egyrétegű hengerhám béleli. A testvégi csúcs közelében találjuk a bélcsatorna kivezető nyílását (anus).

### Keringési rendszerük, légzésük
A megemésztett táplálék hasznos elemeinek elszállítására nem áll rendelkezésre specializált keringési rendszer, és külön légzőszervük sincs az oxigén felvételére és elosztására. Ezt hívjuk diffúz légzésnek. Ehelyett minden tápanyag és melléktermék a testüregben gyűlik fel a hasuk alján húzódó két csatornában.
Mivel se béledényrendszerük, se légzőszervük nincs, keringést a testnedvek helyettesítik, az oxigént pedig kültakarójukon át veszik fel.

## Életmódjuk, élőhelyük
Rendkívül alkalmazkodóképesek, így olyan élőhelyeken is fennmaradnak, ahol egyetlen másik állattörzs sem tud megtelepülni. Egyaránt előfordulnak a mélytengerekben, az édesvizek valamennyi típusában és a brakkvizekben. Megélnek a szikes tavak és a hőforrások szélsőséges feltételei közt is. Több méter mélyre hatolnak a talajba, még a sivatagokban is. Megtalálhatóak a mohapárnákban, az avarban, a trágyában stb.
Életmódjuk szerint két csoportra osztják őket: élősködőkre és szabadon élőkre. A szabadon élő fajok szerves törmelékkel, algákkal, gombafonalakkal, növényi nedvekkel, baktériumokkal táplálkoznak; a ragadozók kisebb állatokat (főleg kerekesférgeket, medveállatkákat, kisebb gyűrűsférgeket vagy más fonálférgeket támadnak meg. Jelentős szerepet játszanak a szerves anyagok lebontásában. Sok faj növényparazitává vált (növényi nedvet szív); sokuk állatokon élősködik. Szinte valamennyi élőlénynek van gazdaspecifikus fonálférge. A termesztett növényeken a gyökér, a szár, a gumó és a levél károsításával jelentős veszteséget okozhatnak. Vírus-, baktérium- és gombaterjesztő szerepük is jelentős. Ők maguk viszont az atkák, az ugróvillások, a hangyák, és különböző rovarok lárváinak zsákmányállatai, sőt egyes gombák is képesek befogni őket (Bakonyi et al.).
Számos parazita faj köz- és állat-egészségügyi szempontból is jelentős kártevő.
A kerekesférgekhez és a medveállatkákhoz hasonlóan a fonálférgek is képesek anabiotikus állapot, úgynevezett kriptobiózis kialakítására. Ez a hosszú nyugalmi állapot segít az egyedeknek átvészelni a hosszabb környezeti stressz időszakait (pl. szárazság).

### Szaporodásuk, egyedfejlődésük
Ivarosan szaporodó állatok, a hímek többnyire kisebbek a nőstényeknél, emellett felismerhetőek a kampósan hajlított farokrészükről. Egyes fajok szaporodását párzóhorog segíti.
A hímeknek egy vagy két pár heréje van. A nőstények a petéket azok érése és megtermékenyülése után rakja le.
A szabadon élő fajok fejlődésmenetében hat stádium különül el:
- pete állapot,
- négy lárva stádium (L1, L2, L3, L4) és
- felnőtt (adult) állapot.

Embrionális fejlődésük rendkívül gyors, ivarszerveik kezdeményei már a fejlődés igen korai szakaszában elkülönülnek. Lárvájuk négyszer vedlik, mielőtt ivaréretté válna. Az élősködő fonálférgek fertőző alakja általában az L3 stádium. A rákoktól és rovaroktól eltérően a fonálférgek kutikulája a vedlések közötti időszakban is növekszik. A kifejlett állatok nem vedlenek, de kutikulájuk tovább nő.
Az egyes fajok fejlődésmenete az általános sémától erősen különbözhet, különösen a gazdaszervezetek, illetve a közeg (vizes, szárazföldi) sajátosságai miatt.
A fonálférgekben érdekes módon átlagosan kevesebb testi sejtet találunk, mint a többi, hasonló méretű féregtörzsben. Ez azért lehet, mert a növekedés sokszor nem sejtosztódással, hanem az egyes sejtek megnövekedésével zajlik. Ebből adódóan a juvenil példányok szervezetében hasonló mennyiségű sejtet találunk mint az ivarérett egyedekben.

## Rendszertani felosztásuk
A fonálférgek törzse régebben az összes féregszerű állattal együtt egyetlen nagy csoportba volt sorolva a test alakja, a pseudocoel testüregük, a fej és a csilló hiánya alapján. Az Aschelminthes vagy Pseudocoelomata néven illetett csoportot mára elvetették mint természetes egységet. Nagyon valószínű ugyanis, hogy a fonálférgek egyszerű testfelépítése már egy fejlettebb ősi formából való redukciónak és egyszerűsödésnek az eredménye, ami által a rendszerezést sem alapozhatjuk a pseudocoel testüreg meglétére.
A Nematoda törzset általában két osztályra osztjuk (Adenophorea, Secernentea).
- A Secernentea osztály Phasmidia néven is ismert, mert rendelkeznek phasmidiumokkal (kémiai ingerekre érzékeny szervek, melyek egyes fonálférgek farki végén helyezkednek el). A feji végen két körben tizenhat papilla található. A parazita fajoknál ezek a papillák jelentősen módosulnak. A kutikula gyakran hossz és haránt irányban bordázott. A kiválasztószerv jól fejlett, páros oldalcsövekből áll, melyeknek közös, kutikulával bélelt kivezető járatuk van. A hímeknél farki papillák, lebenyek (bursa copulatrix) előfordulnak. Szabadon élők, valamint növényi és állati paraziták. Jellemzően nem víziek.
- Az Adenophorea osztály, amely Aphasmidia néven is ismeretes volt, esetében nincsenek phasmidok. Az amphidiumok változatos felépítésűek. A tizenhat feji érzékszerv (serték, papillák) az ajkakon vagy mögöttük helyezkednek el. A kutikula általában sima, de hosszanti és haránt irányú csíkozottság is előfordul. A kiválasztószerv hasoldali, egyetlen sejtből áll, kivezető csöve kutikulával nem bélelt. Szabadon élő tengeri, édesvízi és szárazföldi fajok tartoznak ide. Kisebb hányaduk növények és állatok élősködői. A legtöbb tengeri faj ehhez az osztályhoz tartozik.

A két osztály elkülönítése a fejlettebb Secernentea és a primitívebb Adenophorea osztályok között is különbséget tesz (Poinar Jr. 18-20). A technika és a taxonómia fejlődésével a fonálférgek osztályozása jelentősen fejlődött és fejlődik. A 2010-es években a korábbitól jelentősen eltérő felosztásuk jött divatba. Eszerint e törzset továbbra is két osztályra, azokat pedig rendekre bontják.
- Chromadorea osztály tíz renddel:
  - Araeolaimida
  - Benthimermithida
  - Chromadorida
  - Desmodorida
  - Desmoscolecida
  - Monhysterida
  - Oxyurida
  - Plectida
  - Rhabditida
  - Rhigonematida
- Enoplea osztály két alosztály tizenkét rendjével:
  - Enoplia alosztály hét renddel
    - Enoplida
    - Isolaimida
    - Marimermithida
    - Oncholaimida
    - Stichosomida
    - Triplonchida
    - Tripylida

  - Dorylaimia alosztály öt renddel
    - Dioctophymida
    - Dorylaimida
    - Mermithida
    - Mononchida
    - Trichocephalida

## Modellfaj:Caenorhabditis elegans
A fonálférgeket 1960 óta használják különféle biológiai kísérletekben. A legnépszerűbb modellszervezet a Caenorhabditis elegans 1 mm hosszú szabadonélő (talajlakó) faj (Nematoda, Rhabditidae). Először Sydney Brenner használta a fajt az egyedfejlődés és az idegrendszer genetikájának vizsgálatában. 1960 óta a C. elegans-kutatók száma világszerte többezresre gyarapodott. 2011 elején elindult az http://www.openworm.org/ projekt.
A C. elegans mérsékelt égövről, szerves anyagokban gazdag televényből, komposztból nyerhető ki legkönnyebben. A faj ártalmatlan baktériumfaló (bakterivor). Laboratóriumi kísérletekben (in vitro) Escherichia coli baktériummal etetik. Ászkákkal való együttélését valószínűleg helyváltoztatásra használja.

## Közegészségügyi szerepük
A fonálférgek napjainkban is jelentős közegészségügyi problémát jelentenek világszerte. Különösen a trópusokon, a harmadik világ országaiban, és a rossz higiénés körülmények között élőkre jelentenek nagy veszélyt.
Körülbelül hatvan fajuk emberi élősködő. Becslések szerint az emberiség mintegy 20%-a (több mint 1,5 milliárd ember) fonálférgekkel fertőzött. Évente tízezrek halálát és sokkalta több embertársunk megbetegedését okozzák.
Emberre is veszélyes fontosabb parazita rendek, példafajok:
- Trichocephalida:
  - Trichinella spiralis: trichinellosis
- Strongylida:
  - Ancylostoma duodenale: kampósférgesség
- Ascaridida
  - Ascaris lumbricoides
- Spirurida
  - Dracunculus medinensis: gínea-féreg, medinai kis sárkányféreg, „tüzes kígyó” lásd még: Biblia (Móz. IV./21.).
  - Loa loa: szemféreg
  - Wuchereria bancrofti: "elefántkór" vagy elefantiázis